# Herman A. Blumenthal
Herman A. Blumenthal (Los Angeles, 21 maggio 1916 – Los Angeles, 30 marzo 1986) è stato uno scenografo statunitense.

## Filmografia parziale
- La donna dai tre volti (The Three Faces of Eve), regia di Nunnally Johnson (1957)
- Il re della prateria (These Thousand Hills), regia di Richard Fleischer (1959)
- Vacanze per amanti (Holidays for Lovers), regia di Henry Levin (1959)
- Ultima notte a Warlock (Warlock), regia di Edward Dmytryk (1959)
- Viaggio al centro della Terra (Journey to the Center of the Earth), regia di Henry Levin (1959)
- In due è un'altra cosa  (High Time), regia di Blake Edwards (1960)
- Il "dritto" di Hollywood (The Right Approach), regia di David Butler (1961)
- Cleopatra, regia di Joseph L. Mankiewicz (1963)
- Hello, Dolly!, regia di Gene Kelly (1969)
- Noi due (Pieces of Dreams), regia di Daniel Haller (1970)
- Il campione (The Champ), regia di Franco Zeffirelli (1979)
- Zorro mezzo e mezzo (Zorro, the Gay Blade), regia di Peter Medak (1981)